# San Mateo (Rizal)

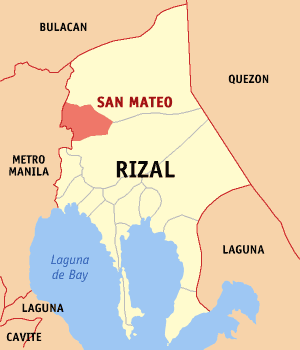
San Mateos läge i Rizal

San Mateo är en ort i Filippinerna som ligger i provinsen Rizal, regionen Calabarzon. Den har 135 603 invånare (folkräkning 1 maj 2000).
San Mateo räknas officiellt inte som stad utan är en kommun. Kommunen är indelad i 15 smådistrikt, barangayer, varav samtliga är klassificerade som tätortsdistrikt.
|  |  |